# Зирянка (Якутія)
Зирянка (якут. Зырянка, рос. Зырянка) — селище міського типу, адміністративний центр Верхньоколимського улусу Якутії.

## Географія
Лежить у середній течії Колими у межах Колимської низовини.

### Клімат
Селище знаходиться у зоні, котра характеризується континентальним субарктичним кліматом. Найтепліший місяць — липень із середньою температурою 15.6 °C (60.1 °F). Найхолодніший місяць — січень, із середньою температурою -36.8 °С (-34.2 °F).
| Клімат Зирянки          | Клімат Зирянки | Клімат Зирянки | Клімат Зирянки | Клімат Зирянки | Клімат Зирянки | Клімат Зирянки | Клімат Зирянки | Клімат Зирянки | Клімат Зирянки | Клімат Зирянки | Клімат Зирянки | Клімат Зирянки | Клімат Зирянки |
| Показник                | Січ.           | Лют.           | Бер.           | Квіт.          | Трав.          | Черв.          | Лип.           | Серп.          | Вер.           | Жовт.          | Лист.          | Груд.          | Рік            |
| Абсолютний максимум, °C | −15            | −7             | −1             | 12             | 23             | 32             | 31             | 28             | 20             | 8              | −7             | −7             | 32             |
| Середній максимум, °C   | −35            | −29            | −18            | −6             | 7              | 18             | 18             | 16             | 7              | −8             | −25            | −33            | −7             |
| Середня температура, °C | −36,8          | −33,6          | −25,2          | −12            | 3,2            | 13,3           | 15,6           | 11,9           | 4              | −10,7          | −27,3          | −35,2          | −11,1          |
| Середній мінімум, °C    | −40            | −37            | −32            | −20            | −1             | 8              | 10             | 7              | 0              | −14            | −30            | −37            | −15            |
| Абсолютний мінімум, °C  | −55            | −53            | −48            | −41            | −21            | 0              | 1              | −2             | −12            | −32            | −52            | −52            | −55            |
| Норма опадів, мм        | 16.3           | 14.5           | 11.3           | 7.8            | 13.7           | 33.2           | 45.5           | 43.1           | 33.8           | 20             | 21.8           | 17.2           | 278.3          |
| Днів з дощем            | 13             | 11             | 7              | 5              | 4              | 6              | 9              | 6              | 7              | 10             | 12             | 12             | 106            |
| Вологість повітря, %    | 79             | 78             | 73             | 68             | 61             | 63             | 71             | 73             | 77             | 81             | 81             | 79             | 74             |
| ----------------------- | -------------- | -------------- | -------------- | -------------- | -------------- | -------------- | -------------- | -------------- | -------------- | -------------- | -------------- | -------------- | -------------- |
| Джерело: Weatherbase    |                |                |                |                |                |                |                |                |                |                |                |                |                |

## Історія

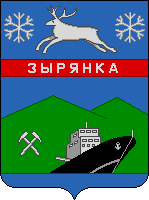
Старий герб

Селище виникло 1937 року у зв'язку з розробкою родовища кам'яного вугілля. У селищі розміщувалося управління Зирянлага — виправно-трудового табору, що діяв в структурі Дальстроя. 

## Назва
Зирянку назване на честь першовідкривача р. Колими Дмитра Зиряна. 

## Галерея

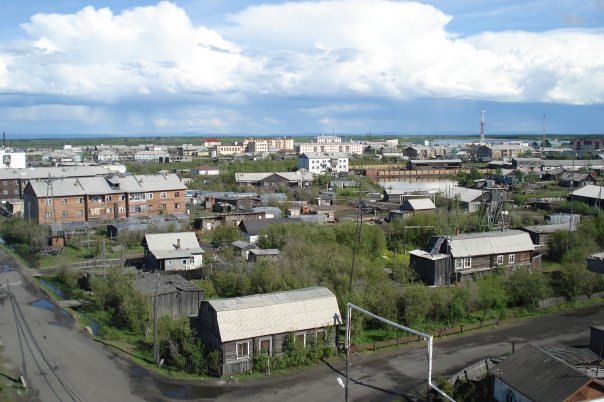
Панорама селища
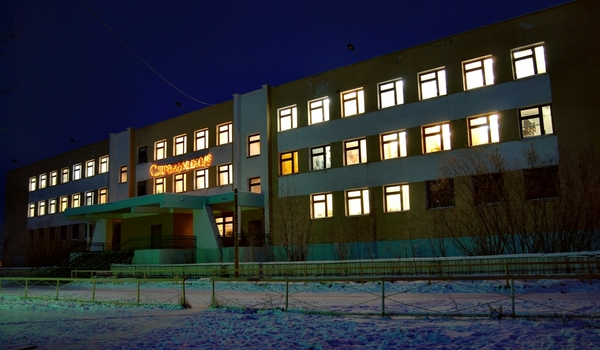
Середня школа
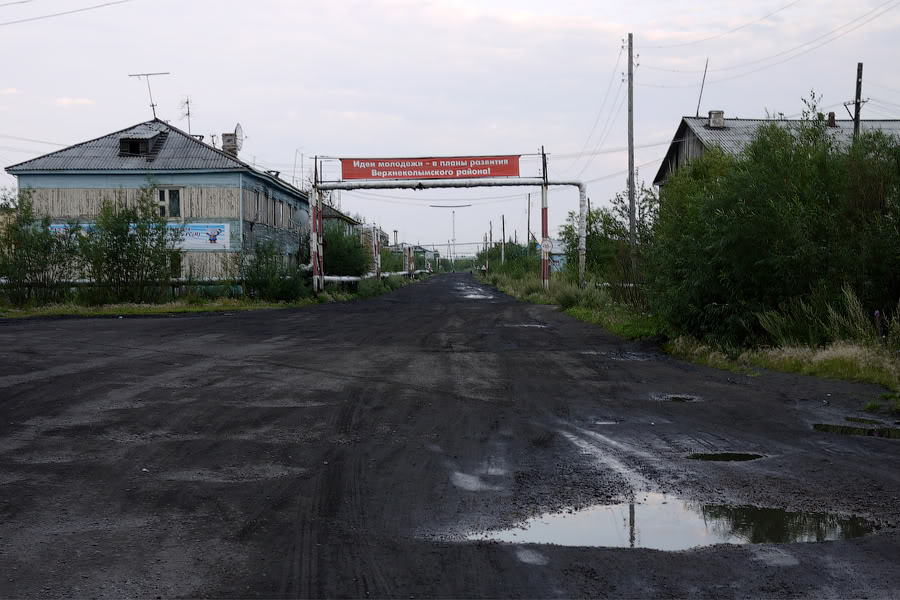
Вул. Перемоги
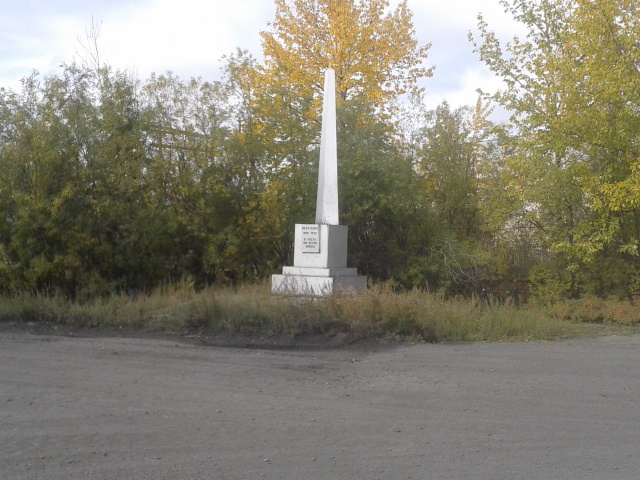
Пам'ятник В.Д. Котенку
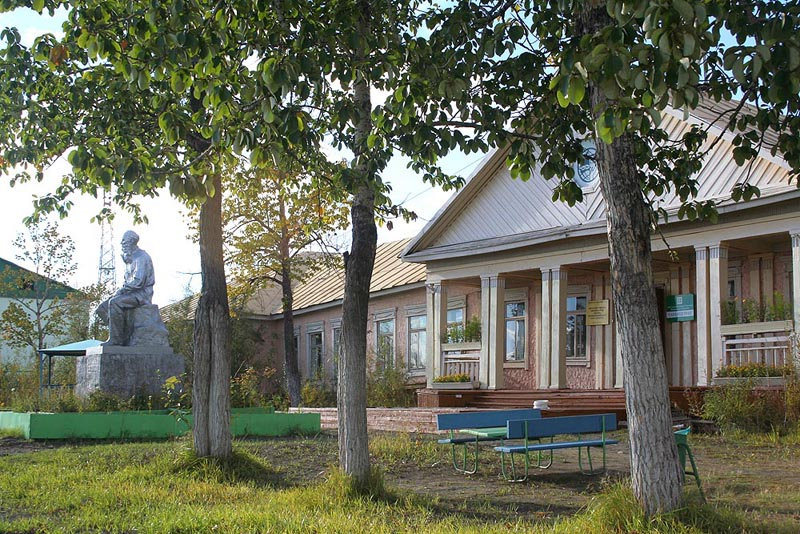
Районна бібліотека